# Meadow Lake n.º 588
Meadow Lake n.º 588 es un municipio rural canadiense situado en la provincia de Saskatchewan.

## Superficie
Meadow Lake n.º 588 tiene una superficie de 6231,27 km².

## Demografía
En 2021, tenía 2553 habitantes, una densidad poblacional de 0,4 hab./km², y 1215 viviendas.